# Lastva (Bośnia i Hercegowina)
Lastva (cyr. Ластва) – wieś w Bośni i Hercegowinie, w Republice Serbskiej, w mieście Trebinje. W 2013 roku liczyła 368 mieszkańców.